# Jindřich Heisler

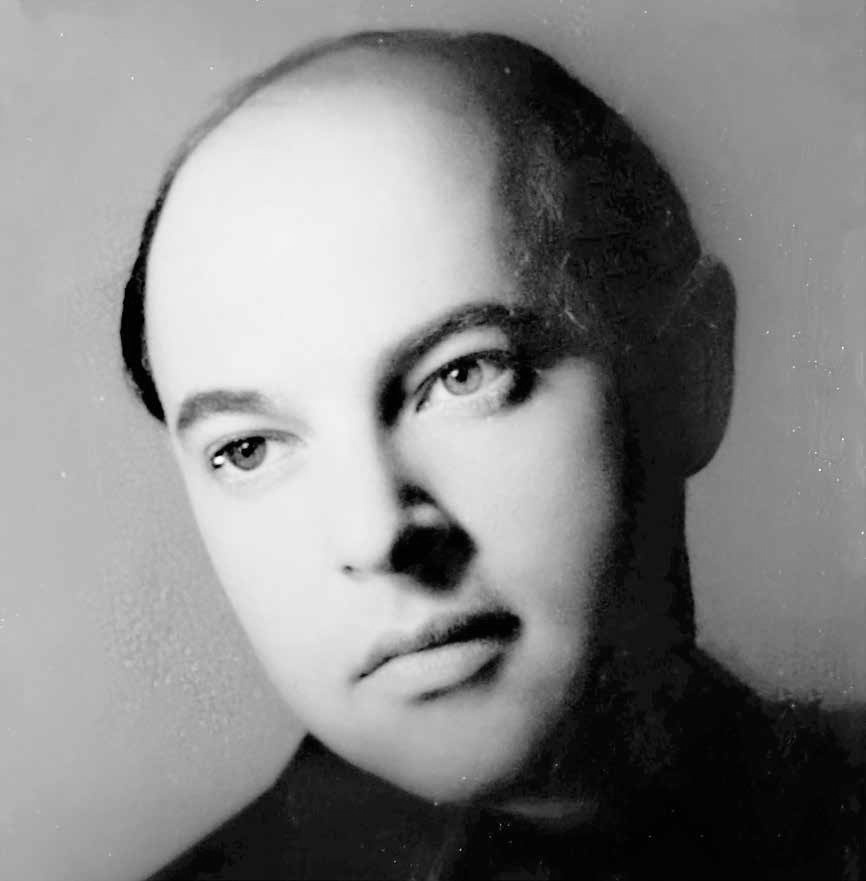
Jindrich Heisler

Jindřich Heisler (ur. 1 września 1914 w Chrasti koło Chrudimia, zm. 4 stycznia 1953 w Paryżu) – czeski poeta, tłumacz i plastyk, surrealista.

## Życiorys
Pochodził z rodziny farmaceuty i zarazem fabrykanta. Uczył się w szkołach średnich w Pradze i Bańskiej Szczawnicy. Po maturze zaczął pracować w rodzinnej fabryce farmaceutycznej, utrzymywał jednak kontakt z praskimi kręgami artystycznymi. Wiosną 1938 został członkiem czechosłowackiej grupy surrealistycznej. W okresie Protektoratu Czech i Moraw jako z pochodzenia Żyd musiał się ukrywać. Schronienia udzieliła mu surrealistyczna malarka Toyen. Po wyzwoleniu oboje przyczynili się do ożywienia działalności surrealistyczną. W marcu 1947 wyjechali do Paryża, gdzie Heisler działał w grupie André Bretona i redagował surrealistyczne czasopismo „Neon”. Brał udział w przygotowaniu Międzynarodowej wystawy surrealizmu w Paryżu i Pradze.

## Twórczość
Debiutował w 1939 prywatnym drukiem surrealistycznych poezji, którym towarzyszyły kolaże Jindřicha Štyrskiego i rysunki Toyen, Jen poštolky chčí klidně na desatero (Tylko pustułki spokojnie szczają na dekalog). W tym samym roku ukazał się francuski przekład jego wierszy do cyklu grafik Toyen, Přízraky pouště (Widma pustyni) - Les spectres du désert (przeł. Jindřich Hořejší). Podczas okupacji Heisler napisał sześć zbiorków poetyckich, które nie miały wówczas szans na publikację. Również jednak po wojnie pozostał twórcą niemal nie drukowanym. Dopiero w wiele lat po śmierci poety, w roku 1977, wyszedł w emigracyjnym wydawnictwie ’68 Publishers w Toronto wybór jego utworów w opracowaniu Věry Linhartovej Aniž by nastal viditelný pohyb (Choć nie zaczął się widoczny ruch). W 1999 praskie wydawnictwo Torst opublikowało obszerny tom zatytułowany Z kasemat spánku (Z kazamat snu, ISBN 80-7215-100-2).
Od 1943 swą uwagę artysta kieruje bardziej na sferę sztuk plastycznych. Tworzy obiekty, kolaże, a także foto-grafiki. We Francji nakręcił kilka filmów krótkometrażowych.
Tłumaczył na czeski wiersze Paula Éluarda.

## Recepcja polska
W Polsce kilka jego tekstów drukowała „Literatura na Świecie” (1992, nr 10–12) w przekładzie Leszka Engelkinga.

## Literatura
- jp [Jiří Poláček], [hasło] Jindřich Heisler, (w:) Lexikon české literatury, red. Vladimír Forst, t. 2, cz. I, Praha 1994, s. 129–130
- Leszek Engelking, Surrealizm w liczbie mnogiej, (w:) tenże, Surrealizm, underground, postmodernizm. Szkice o literaturze czeskiej, Łódź 2001